# Copa da Ásia de Futebol Feminino de 2010
A Copa da Ásia de Futebol Feminino de 2010 foi a 17ª edição do torneio, uma competição organizada pela Confederação Asiática de Futebol (AFC). Em Julho de 2009 foi decidido que a China sedia-se a fase final do torneio, entre 19 e 30 de Maio.

## Fase de qualificação
Onze selecções participaram da fase de qualificação. Dividida em duas fases, a qualificação aponta 7 selecções, as quais se juntaram à selecção anfitriã.
As cinco principais seleções da AFC - Coreia do Norte (actuais detentoras do título), Coreia do Sul, Japão, China e Austrália - foram automaticamente qualificados para a fase final (realizada entre 19 e 30 de Maio de 2010). A elas  juntaram-se os vencedores de cada um dos três grupos da qualificação agendada para 3 e 12 de Julho de 2009.
| Fase preliminar Malásia                                                               | Segunda fase                  | Segunda fase              | Segunda fase                 |
| Fase preliminar Malásia                                                               | Grupo A                       | Grupo B Tailândia         | Group C Vietname             |
| ------------------------------------------------------------------------------------- | ----------------------------- | ------------------------- | ---------------------------- |
| Jordânia (a) Quirguistão (a) Maldivas Palestina Uzbequistão (a) Bangladesh (desistiu) | Taipé Chinês Myanmar Jordânia | Tailândia Irã Uzbequistão | Vietnã Hong Kong Quirguistão |

- (a): selecções selecionadas para a fase seguinte

## Selecções apuradas
| Selecções selecionadas directamente - Coreia do Norte - China - Austrália - Japão - Coreia do Sul | Selecções selecionadas via qualificação - Myanmar (vencedoras grupo A) - Tailândia (vencedoras grupo B) - Vietnã (vencedoras grupo C) |

## Sorteio dos grupos
A 21 de Novembro de 2009 foram sorteadas as selecções pelos dois grupos a disputar a fase final do torneio.

## Fase de grupos

### Grupo A
| Selecção        | Pts | J | V | E | D | GM | GS | +/- |
| --------------- | --- | - | - | - | - | -- | -- | --- |
| Japão           | 9   | 3 | 3 | 0 | 0 | 14 | 1  | +13 |
| Coreia do Norte | 6   | 3 | 2 | 0 | 1 | 6  | 2  | +4  |
| Tailândia       | 3   | 3 | 1 | 0 | 2 | 2  | 7  | −5  |
| Myanmar         | 0   | 3 | 0 | 0 | 3 | 0  | 12 | −12 |

Todas as partidas estão no fuso horário de Chengdu (UTC+8).
| 20 de Maio | Coreia do Norte                                   | 3 – 0     | Tailândia | Chengdu Sports Center, Chengdu          |
| 16:00      | Jon Myong-Hwa 1' · Kim Yong-Ae 2' · Jo Yun-Mi 73' | Relatório |           | Público: 260 Árbitro: IND Bentla D'Coth |

| 20 de Maio | Japão | 8 – 0     | Myanmar | Chengdu Sports Centre, Chengdu        |
| 19:30      | Azusa Iwashimizu 4' · Homare Sawa 10', 71' · Mami Yamaguchi 28' (pen), 60' · Aya Sameshima 50' · Aya Miyama 54' · Megumi Kamionobe 85' | Relatório |         | Público: 360 Árbitro: KOR Hong Eun-Ah |

| 22 de Maio | Tailândia | 0 – 4     | Japão                                                                      | Chengdu Sports Centre, Chengdu          |
| 16:00      |           | Relatório | Megumi Takase 28' · Manami Nakano 42' · Rumi Utsugi 45+3' · Kozue Ando 55' | Público: 550 Árbitro: IND Bentla D'Coth |

| 22 de Maio | Myanmar | 0 – 2     | Coreia do Norte                 | Chengdu Sports Centre, Chengdu     |
| 19:30      |         | Relatório | Yun Song-Mi 17' · Jo Yun-Mi 84' | Público: 360 Árbitro: CHN Wang Jia |

| 24 de Maio | Coreia do Norte | 1 – 2     | Japão                                   | Chengdu Sports Centre, Chengdu        |
| 16:00      | Ra Un-Sim 70'   | Relatório | Kozue Ando 4' (pen) · Yuki Nagasoto 14' | Público: 400 Árbitro: KOR Hong Eun-Ah |

| 24 de Maio | Myanmar | 0 – 2     | Tailândia                                     | Shuangliu Sports Center, Chengdu   |
| 16:00      |         | Relatório | Junpen Seesraum 15' · Waranya Chaikantree 89' | Público: 180 Árbitro: CHN Wang Jia |

### Grupo B
| Selecção      | Pts | J | V | E | D | GM | GS | +/- |
| ------------- | --- | - | - | - | - | -- | -- | --- |
| China         | 7   | 3 | 2 | 1 | 0 | 6  | 0  | +6  |
| Austrália     | 6   | 3 | 2 | 0 | 1 | 5  | 2  | +3  |
| Coreia do Sul | 4   | 3 | 1 | 1 | 1 | 6  | 3  | +3  |
| Vietnã        | 0   | 3 | 0 | 0 | 3 | 0  | 12 | −12 |

Todas as partidas estão no fuso horário de Chengdu (UTC+8).
| 19 de Maio | Austrália                                   | 2 – 0     | Vietnã | Chengdu Sports Center, Chengdu          |
| 15:00      | Leena Khamis 29' · Kylie Ledbrook 51' (pen) | Relatótio |        | Público: 1 000 Árbitro: KOR Ri Hyang Ok |

| 19 de Maio | China | 0 – 0     | Coreia do Sul | Chengdu Sports Centre, Chengdu                 |
| 19:30      |       | Relatótio |               | Público: 15 000 Árbitro: THA Pannipar Kamnueng |

| 21 de Maio  | Coreia do Sul   | 1 – 3     | Austrália                                               | Chengdu Sports Center, Chengdu              |
| 15:00 UTC+8 | Kang Sun-Mi 71' | Relatório | Kim Carroll 52' · Lisa De Vanna 59' · Samantha Kerr 66' | Público: 600 Árbitro: JPN Sachiko Yamagishi |

| 21 de Maio  | Vietnã | 0 – 5     | China                                                                            | Chengdu Sports Center, Chengdu             |
| 19:30 UTC+8 |        | Relatório | Li Danyang 8' · Yuan Fan 12' · Zhang Rui 37' · Bi Yan 45+1' (pen) · Han Duan 51' | Público: 8 500 Árbitro: THA Semaksuk Praew |

| 23 de Maio  | China        | 1 – 0     | Austrália | Chengdu Sports Center, Chengdu                 |
| 16:00 UTC+8 | Zhang Rui 9' | Relatório |           | Público: 11 000 Árbitro: JPN Sachiko Yamagishi |

| 23 de Maio  | Vietnã | 0 – 5     | Coreia do Sul                                                 | Shuangliu Sports Center, Chengdu        |
| 16:00 UTC+8 |        | Relatório | Yoo Young-A 20', 21', 66' · Cha Yun-Hee 28' · Jung Hye-In 36' | Público: 1 000 Árbitro: KOR Ri Hyang-Ok |

## Fases final
|  | Semifinais            | Semifinais      |       |            | Final          | Final |  |
|  |                       |                 |       |            |                |       |  |
|  | 27 de Maio            |                 |       |            |                |       |  |
|  | Japão                 | 0               |       |            |                |       |  |
|  | Austrália             | 1               |       |            |                |       |  |
|  |                       |                 |       |            |                |       |  |
|  |                       |                 |       |            | 30 de Maio     |       |  |
|  |                       |                 |       |            | Austrália      | 1 (5) |  |
|  |                       | Coreia do Norte | 1 (4) |            |                |       |  |
|  |                       |                 |       |            |                |       |  |
|  |                       |                 |       |            |                |       |  |
|  |                       |                 |       |            | Terceiro lugar |       |  |
|  | 27 de Maio            | 27 de Maio      |       | 30 de Maio | 30 de Maio     |       |  |
|  | China                 | 0               |       | Japão      | 2              |       |  |
|  | Coreia do Norte (pro) | 1               |       |            | China          | 0     |  |

Todas as partidas estão no fuso horário de Chengdu (UTC+8).

### Semifinais
| 27 de Maio | Japão | 0 – 1     | Austrália       | Chengdu Sports Center, Chengdu                |
| 16:00      |       | Relatório | Kate Gill 45+1' | Público: 1 200 Árbitro: THA Pannipar Kamnueng |

| 27 de Maio | China | 0 – 1 (pro) | Coreia do Norte    | Chengdu Sports Center, Chengdu              |
| 19:30      |       | Relatório   | Kim Kyong-Hwa 109' | Público: 12 500 Árbitro: THA Semaksuk Praew |

### Terceiro lugar
| 30 de Maio | Japão                            | 2 – 0     | China | Chengdu Sports Center, Chengdu          |
| 16:00      | Kozue Ando 18' · Sawa Homare 62' | Relatório |       | Público: 5 800 Árbitro: KOR Hong Eun-Ah |

### Final
| 30 de Maio | Austrália             | 1 – 1 (pro) | Coreia do Norte | Chengdu Sports Center, Chengdu                |
| 19:30      | Samantha May Kerr 20' | Relatório   | Jo Yun-Mi 73'   | Público: 1 200 Árbitro: JAP Sachiko Yamagishi |

|                                                                    |       | Penalidades                                                 |  |
| Sally Shipard Kylie Ledbrook Kate Gill Heather Garriock Kyah Simon | 5 – 4 | Jo Yun-Mi Yun Song-Mi Choe Yong-Sim Yu Jong-Hui Mun Chol-Mi |  |

## Premiações

### Campeãs
| Copa da Ásia de Futebol Feminino 2010 |
| Austrália                             |
| ------------------------------------- |
| AUSTRÁLIA Campeã (1º título)          |

### Prémios individuais
| Jogadora mais valiosa | Melhor marcadora        | Prémio Fairplay |
| --------------------- | ----------------------- | --------------- |
| PRK Jo Yun-Mi         | JPN Kozue Ando (3 gols) | China           |

## Artilharia
| 3 gols - JPN Kozue Ando - KOR Yoo Young-A - JPN Homare Sawa - PRK Jo Yun-Mi 2 gols - CHN Zhang Rui - JPN Mami Yamaguchi - AUS Samantha Kerr | 1 gol - AUS Kate Gill - AUS Kylie Ledbrook - AUS Leena Khamis - AUS Kim Carroll - AUS Lisa De Vanna - CHN Li Danyang - CHN Yuan Fan - CHN Bi Yan - CHN Han Duan - JPN Azusa Iwashimizu - JPN Aya Sameshima - JPN Aya Miyama | - JPN Megumi Kamionobe - JPN Megumi Takase - JPN Manami Nakano - JPN Rumi Utsugi - JPN Yuki Nagasato - KOR Kang Sun-Mi - KOR Cha Yun-Hee - KOR Jung Hye-In - PRK Jon Myong-Hwa - PRK Yun Song-Mi - PRK Kim Yong-Ae - PRK Kim Kyong-Hwa |

## Selecções apuradas para aCopa do Mundo
À semelhança do campeonato anterior, a Copa da Ásia de Futebol Feminino de 2010 serviu como prova de qualificação para o torneio, ficando directamente apuradas as três melhores selecções.
- Austrália
- Coreia do Norte
- Japão